# Puchar Australii i Oceanii w narciarstwie dowolnym 2021
Puchar Australii i Oceanii w narciarstwie dowolnym 2021 miał rozpocząć się 30 sierpnia 2021 roku w australijskim ośrodku narciarskim Perisher zawodami w jeździe po muldach. Ostatnie zawody miały odbyć się 3 września tego samego roku w australijskim Mount Buller, jednak zawody zostały odwołane, tj. cały cykl.

## Konkurencje
- MO = jazda po muldach
- DM = jazda po muldach podwójnych
- SX = skicross
- SS = slopestyle
- BA = Big Air

## Kalendarz i wyniki

### Mężczyźni
| Lp | Data             | Miejscowość  | Konkurencja | 1. miejsce | 2. miejsce | 3. miejsce |
| -- | ---------------- | ------------ | ----------- | ---------- | ---------- | ---------- |
| 1. | 30 sierpnia 2021 | Perisher     | MO          | Odwołano   | Odwołano   | Odwołano   |
| 2. | 31 sierpnia 2021 | Perisher     | MO          | Odwołano   | Odwołano   | Odwołano   |
| 3. | 1 września 2021  | Mount Hotham | SX          | Odwołano   | Odwołano   | Odwołano   |
| 4. | 2 września 2021  | Mount Hotham | SX          | Odwołano   | Odwołano   | Odwołano   |
| 5. | 3 września 2021  | Mount Hotham | SX          | Odwołano   | Odwołano   | Odwołano   |
| 6. | 3 września 2021  | Mount Buller | DM          | Odwołano   | Odwołano   | Odwołano   |

### Kobiety
| Lp | Data             | Miejscowość  | Konkurencja | 1. miejsce | 2. miejsce | 3. miejsce |
| -- | ---------------- | ------------ | ----------- | ---------- | ---------- | ---------- |
| 1. | 30 sierpnia 2021 | Perisher     | MO          | Odwołano   | Odwołano   | Odwołano   |
| 2. | 31 sierpnia 2021 | Perisher     | MO          | Odwołano   | Odwołano   | Odwołano   |
| 3. | 1 września 2021  | Mount Hotham | SX          | Odwołano   | Odwołano   | Odwołano   |
| 4. | 2 września 2021  | Mount Hotham | SX          | Odwołano   | Odwołano   | Odwołano   |
| 5. | 3 września 2021  | Mount Hotham | SX          | Odwołano   | Odwołano   | Odwołano   |
| 6. | 3 września 2021  | Mount Buller | DM          | Odwołano   | Odwołano   | Odwołano   |